# Fekete-tenger
A Fekete-tenger Délkelet-Európa és Kis-Ázsia között található. A tágabb értelemben vett mediterrán medence részének, a Földközi-tenger beltengerének is tekinthető. A Földközi-tengerhez a Boszporuszon és a Márvány-tengeren keresztül kapcsolódik, az Azovi-tengerhez pedig a Kercsi-szoroson keresztül. A Fekete-tenger a Hét tenger egyike.
Földtörténetileg a Paratethys maradványa. A messinai sókrízis idején a Boszporuszon és a Dardanellákon keresztül időnként víz áramolhatott a Földközi-tenger nagyrészt kiszáradt medencéjébe.

## Nevének etimológiája

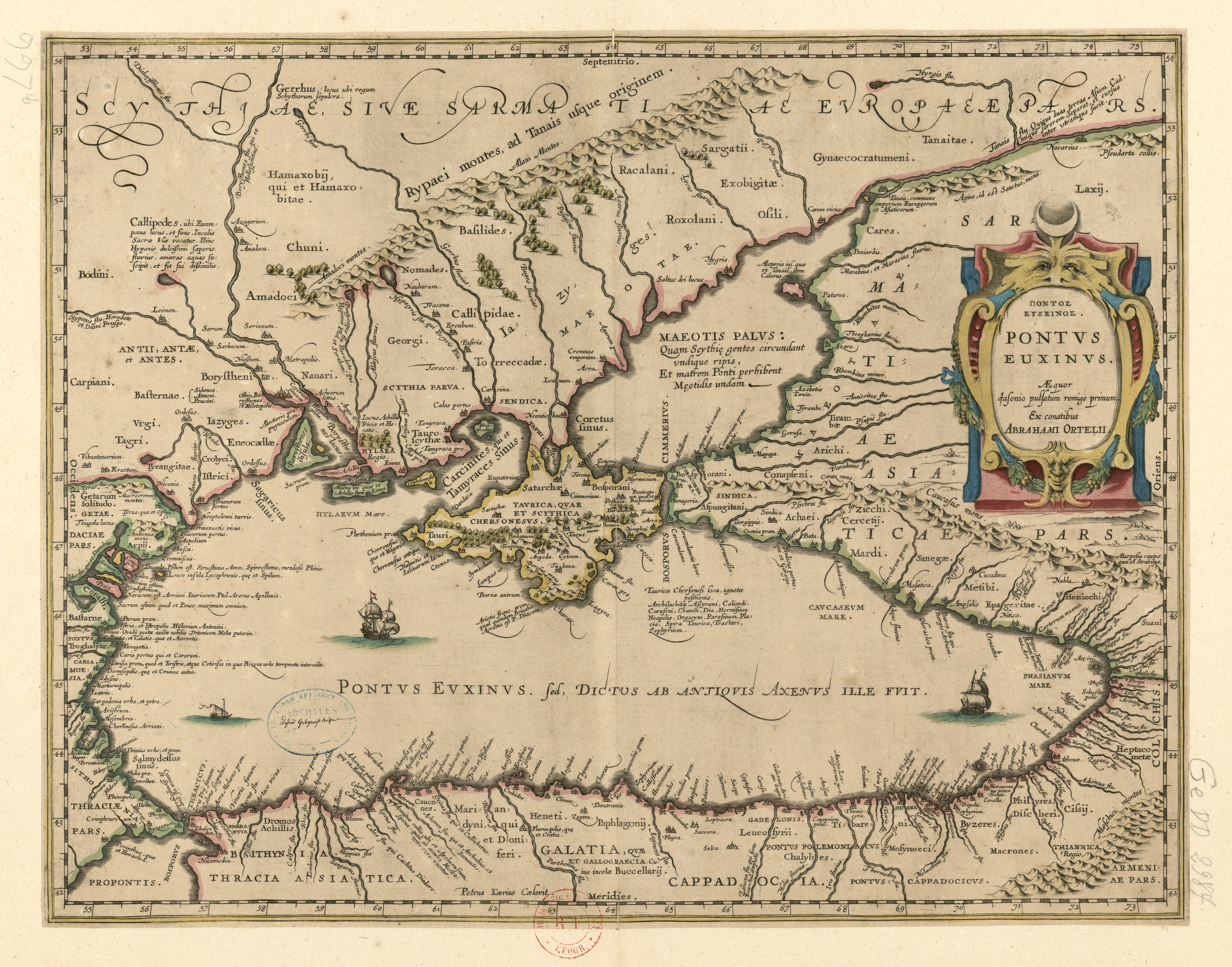
Pontvs Euxinvs, Abraham Ortelius 17. századi térképe

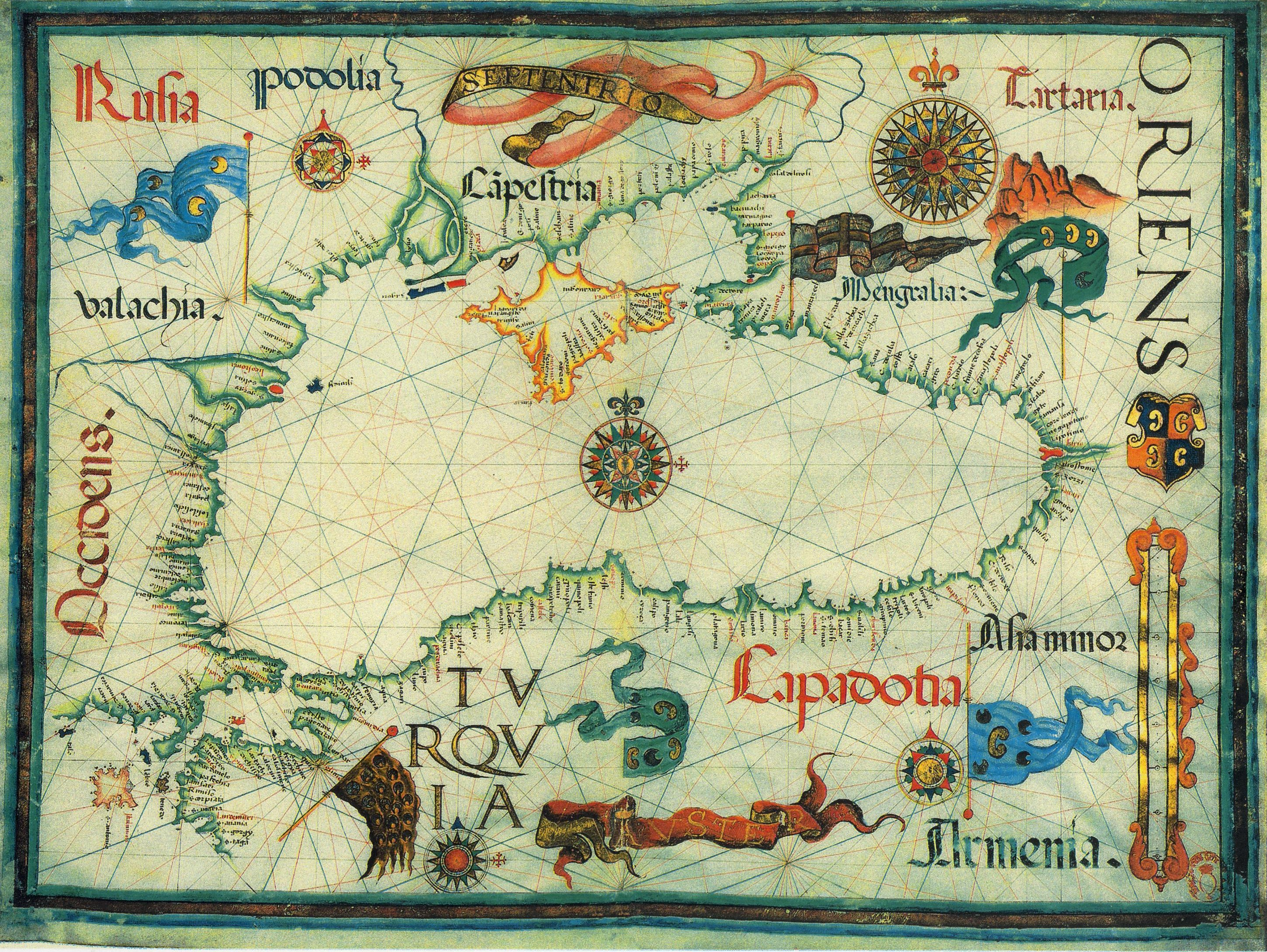
A Fekete-tenger és környéke egy 1559-es portolántérkép szerint

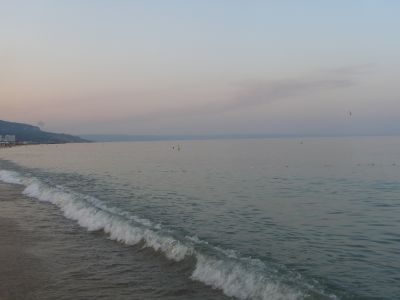
Homokos tengerpart Bulgáriában

Nevének eredetére két komolyabb tudományos igényű magyarázat létezik: Az egyik szerint a tenger vize, és különösen annak üledéke sötét, feketés elszíneződésű az abban élő szulfidogén (szulfát-lebontó) baktériumok miatt. Hasonló módon magyarázzák a Vörös-tenger elnevezését az ott élő vörösalgák miatt.
A történelmi magyarázat viszont abból indul ki, hogy az ókorban több nyelvben színekkel is jelölték az égtájakat. A fekete szín az észak jelzésére is szolgált, ahogy a vörös a délt (Vörös-tenger), a sárga a keletet, a fehér pedig a nyugatot jelölte.
Akik a Fekete-tengert északinak nevezték, azoknak délre kellett élni a tengertől. Az *Axšaina… = fekete… elnevezést, csakúgy mint a Vörös-tenger elnevezését először az Akhaimenida-dinasztia idején alkalmazták, ezért nagyon valószínű, hogy az ókori perzsák voltak a névadók.
Az ógörög nyelvben a népi etimológia révén lett az *Axšaina-ból Πόντος Ἄξε(ι)νος (Póntos Áxe(i)nos), „nem vendégszerető tenger”. Később ez változott eufemizmus révén Πόντος Εὔξεινος-ra (Pontos Euxeinos), „vendégszerető tenger”. Ismeretes volt azonban a görögben is a „Fekete-tenger“ (Πόντος Mέλας) elnevezés is. Később aztán a többi nyelvben is a Fekete-tenger elnevezés terjedt el. A középkorban – mielőtt a jelentés át nem ment a Kaszpi-tengerre – a környékén élő kazárokról Kazár-tengernek is hívták.
A görög névből terjedt el a „pontuszi” kifejezés is egy sor nyelvben, ami a Fekete-tengerrel kapcsolatos, ahhoz tartozó dolgok jelzője lett.

## Földrajz

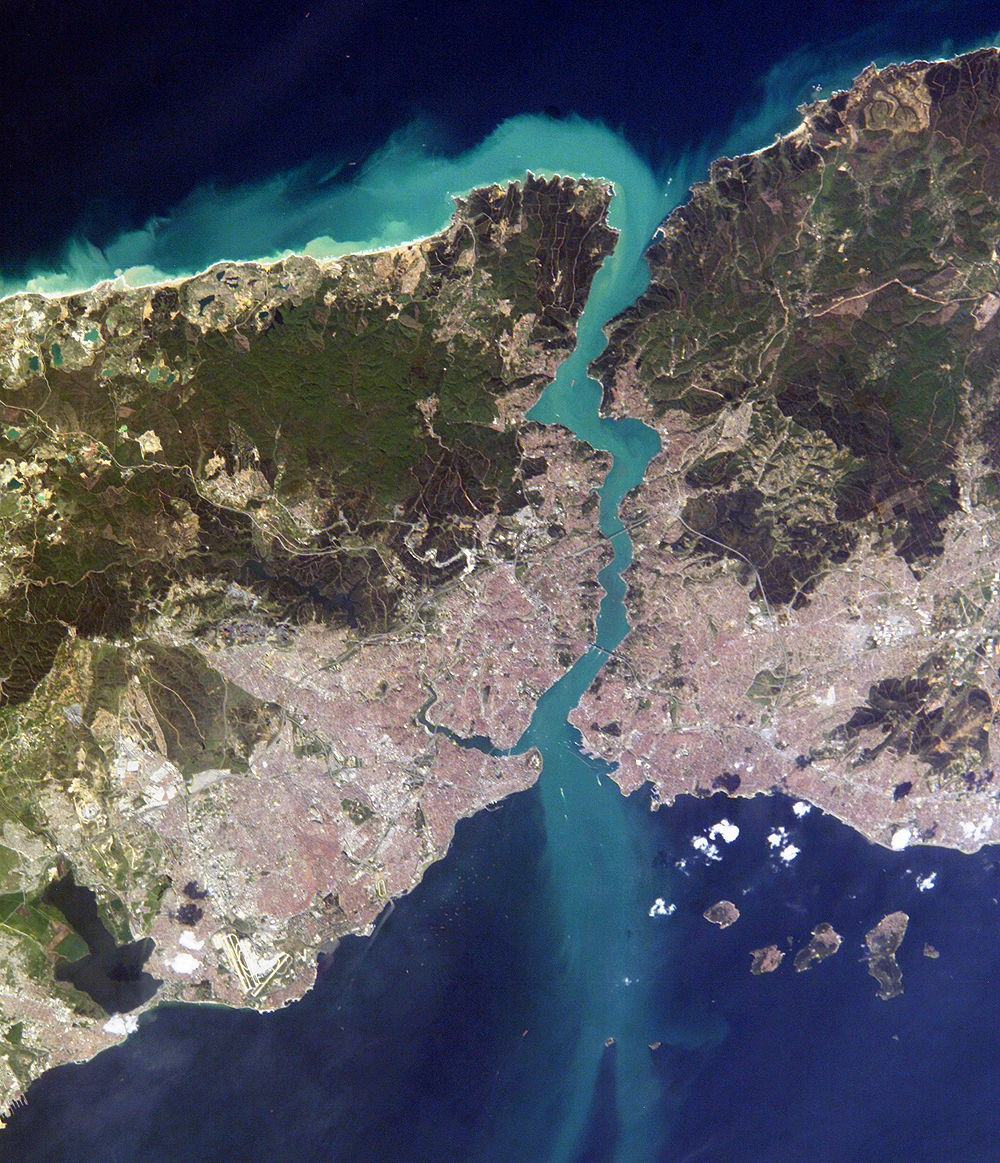
A Boszporusz műholdképe

A Fekete-tenger területe 422 000 km², legmélyebb pontja 2210 m. A Boszporuszon keresztül évi 200 km³ tengervíz áramlik be. A környékről beáramló édesvizek évente 320 km³-t tesznek ki. A legfontosabb belé ömlő folyó a Duna.
A hosszabb tengelye kelet-nyugati irányban 1187 km, legnagyobb szélessége 613 km; legkeskenyebb (270 km) a Szarics-fok és a Kis-Ázsiának Ineboli és Anapa mellett fekvő partja közt. Területe az Azovi-tengerrel együtt Krümmel szerint 382 843 km². Egész kerülete 4914 km, amiből Európára 2866 km, Ázsiára 2048 km esik. Abházia, Bulgária, Grúzia, Oroszország, Románia, Ukrajna és Törökország fogja körül.

## Fizikai tulajdonságok
A víz hőmérséklete általában alacsonyabb, mint a Földközi-tengeré; az északi szelek lehűtik; december és január hónapokban többször megtörténik, hogy az északi partokon és a Duna torkolatánál is befagy a víz és a hajózás szünetel, sőt kivételes években (401-ben és 762-ben) az egész tenger felszínét jég takarta. A vízállás magassága nem mindig egyforma; az évszakok szerint változik; májusban a nagy folyók torkolata közelében, júniusban pedig a távolabbi helyeken éri el a legnagyobb (130 mm a rendes vízállás fölötti) magasságot; a legalacsonyabbat (58–84 mm-rel kevesebb a rendes vízállásnál) október és január hónapokban.
A fizikai tulajdonságoknál említésre szorul, hogy a Fekete-tenger olyan sajátossággal rendelkezik, ami egyedivé teszik a Föld összes többi tengere között. Ez a sajátosság az, hogy két különböző vízréteg van jelen a tengerben. Az egyik egy körülbelül 150 m mély, mérsékelten sós felszíni réteg, valamint egy magas sókoncentrációjú mélytengeri réteg.
A beleömlő sok nagy folyó, a Duna, a Dnyeper, a Dnyeszter és a Don vize a felső réteget gazdagítja, így ez kevéssé sós, ún. brakkvíz, mindössze 18 tömegezrelék sótartalommal. A Földközi-tengerből a keskeny és sekély Dardanellákon és Boszporuszon keresztül beáramló erősen sós, és így a felszíni vízrétegek alá szoruló sűrű víztömeg, és az enyhén sós felső vízrétegek között nincs függőleges konvekció, ezért a Fekete-tenger a rosszul szellőzött tenger tipikus példája. Mélyebb vizei oxigénhiányos, élet nélküli víztömeget alkotnak. A lehulló szerves anyag az oxigén hiánya miatt nem bomlik el. A tengerfenéken szapropél, rothadó iszap keletkezik, amiből kén-hidrogén (H2S) oldódik a tengervízbe. 120–200 m mélységtől kezdve kén-hidrogén van oldott állapotban, amely kéntermelő baktériumok (mikrospiro estuario)[forrás?] tevékenysége, a szerves anyagok oxigénmentes bomlása révén keletkezik. A kén-hidrogén mennyisége 1500 m mélységben eléri a 8–10 mg/l-t.
Növény- és állatvilág csak a felső 120–200 m-ig (a felszíntől) terjedő rétegben található, alább csak anaerob baktériumok tudnak fejlődni. A kén-hidrogénnel telített víz részaránya az összes víz mennyiségéből 87% (547 000 km³). Mindennemű gazdasági tevékenység megbonthatja a tenger biológiai egyensúlyát, a kén-hidrogén a felszínhez közel emelkedhet, ami minden tengeri élőlényt elpusztít.

## Éghajlata
A Fekete-tenger jelentős részének éghajlatát meghatározza szubtrópusi fekvése, csak északi és északkeleti része helyezkedik el a mérsékelt éghajlati övben. Az éghajlatra jellemző a száraz, forró nyár és a nedves, meleg tél. Télen felette mediterrán ciklonok haladnak át, amelyek itt felerősödnek és csapadékos, ködös időt okoznak. Ebben az időben a tenger felett nyugatról kelet felé anticiklonok is áthaladnak. Időnként hideg, kontinentális légtömegek is betörnek, amelyek erősen lehűtik a levegőt, előidézik Odessza környékén a tenger befagyását is (1 hónapra). A Krím déli partvidékén ekkor a légtömegek erősségétől függően főn vagy bóra alakul ki. Télen időnként erős, viharos, északkeleti szél a jellemző. Nyáron mérsékelt erősségű délnyugati szelek az uralkodók. A tenger fölött a levegő átlaghőmérséklete januárban –1…+8 °C, augusztusban +22…+25 °C. Az átlagos évi csapadékmennyiség nyugatról kelet felé növekedik (200–600-tól 2000 mm/év-ig).
Nyáron a Fekete-tengeren felhőtlen időjárás uralkodik, amelyet az Azori-maximum idéz elő. A tenger és a szárazföld között parti szél keletkezik, amely elősegíti a nedvesség áramlását a szárazföld fölé és a hőmérséklet csökkenését. Ez az éghajlati váltakozás elősegíti a hajózást az egész év folyamán, csak ritkán alakulnak ki viharok, zivatarok.

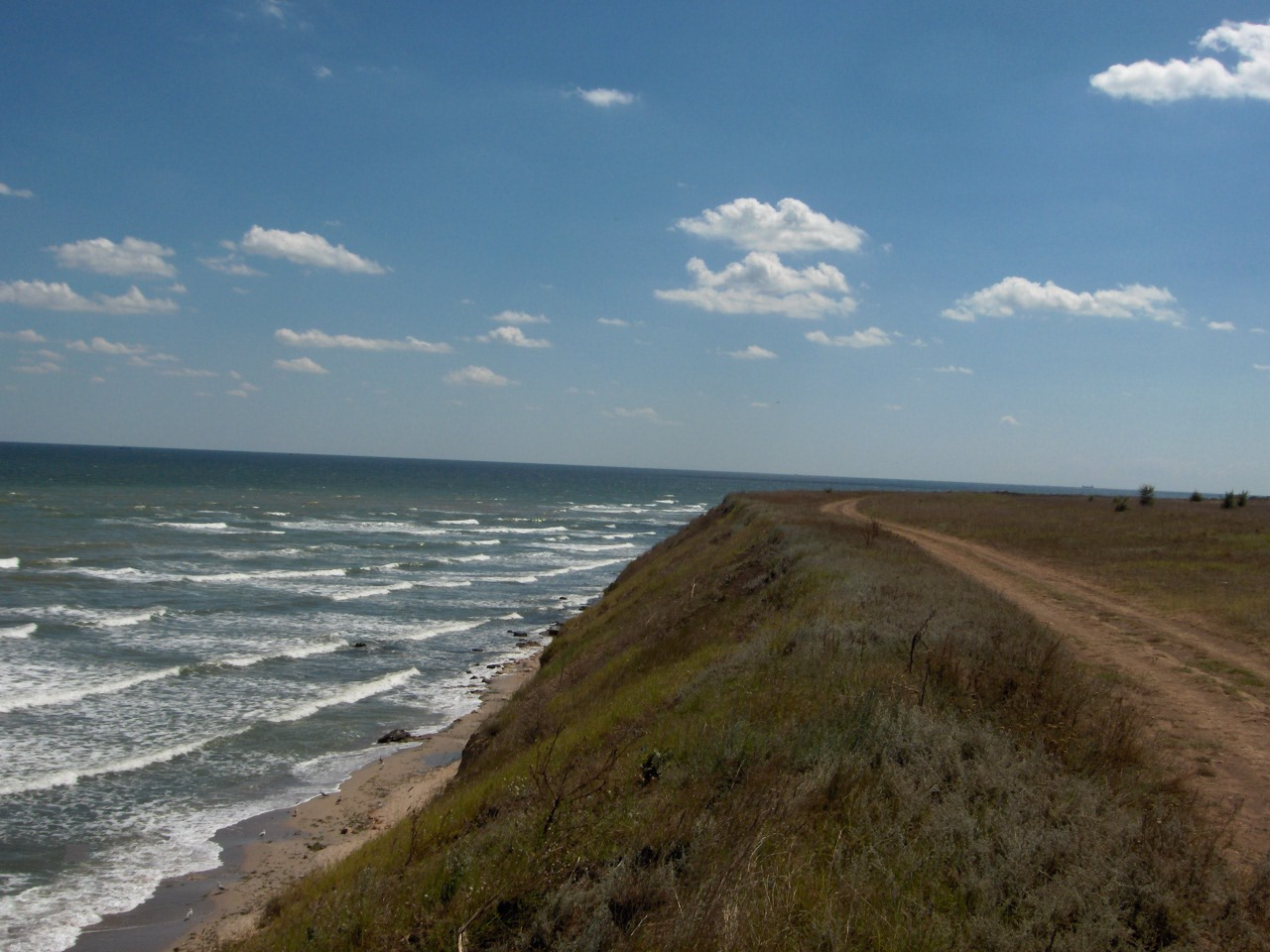
Szakadópart Romániában Costinesti mellett

## Élővilág
A Fekete-tengerben több mint 660 növényfaj él. A partvonal mentén korallok, barnamoszatok, cisztozirok[forrás?] élnek. A cisztozir 20–30 méteres mélységben hozzákötődik a víz alatti lejtők felszínéhez gömbök alakjában, a növényszálak hossza esetenként meghaladja az 1 métert.[forrás?] A felszínhez közel vörösmoszatok élnek – ceráriumok, tengeri saláta, enteromorf, zosztera[forrás?].
A homokos, iszapos tengerfenéken 1–10 m mélységben tengerifű nő, amely sűrű víz alatti réteket alkot.
A Fekete-tenger állatvilága szegényebb (2000 faj) a Földközi-tengerinél (Földközi-tenger 8000 faj), amelyből több mint 180 halfaj. Ipari jelentőségű halfajok: ajóka, botos kölönte, lepényhal, fattyúmakréla, pérhal, hering, makréla, palamida, tengeri pérhal, sprotni, apróhering stb. Háromféle delfin is megtalálható, a legelterjedtebb a közönséges delfin.
A planktonfélékből elterjedtek a noktilukok, amelyek ősszel nagy mennyiségben találhatók és előidézik a tenger csillogását. Sok kagylófélét találhatunk, medúzákat, rákféléket.
Sok madárfaj él: pelikánok, kárókatonák, sirályok stb.
Amennyiben pontosabban meg akarjuk vizsgálni a Fekete-tenger biocönózisát, akkor három részre kell felosztanunk:
- Parti övezet (egybeesik a kontinentális talapzattal, kb 180 m-ig hatol le): ha a növényeket vesszük, akkor a többségükben egysejtű és többsejtű moszatok vannak jelen. Az állatok közül egyesek vízi növényekre tapadva élnek (puhatestűek), vagy mások aktívan változtatják helyzetüket.
- Nyíltvízi övezet (lényegében a nagy víztömeget foglalja magába): gazdag növényi és állati plankton jellemzi. A növények esetében többnyire zöldmoszatokról beszélhetünk, míg az állatok esetében véglényekről, medúzákról és rákokról is beszélhetünk.
- Mélytengeri övezet (egészen a tenger fenekéig terjedő rész): a mélyben csak kénbaktériumok és olyan más baktériumok vannak jelen, melyek az elpusztult élőlényekből származó szerves anyagokat bontják le.

## Országok és települések
A Fekete-tenger partjain osztozó országok és jelentősebb városok (100 000-nél több lakossal):
| Ország                                      | Település                               |
| ------------------------------------------- | --------------------------------------- |
| Abházia                                     |                                         |
| Bulgária                                    | Burgasz, Várna                          |
| Grúzia                                      | Batumi                                  |
| Oroszország                                 | Novorosszijszk, Szocsi                  |
| Vitatott · Oroszország (de facto) · Ukrajna | Jalta, Jevpatorija, Kercs, Szevasztopol |
| Románia                                     | Konstanca                               |
| Törökország                                 | Isztambul, Samsun, Trabzon, Zonguldak   |
| Ukrajna                                     | Odessza                                 |

## A fekete-tengeri özönvíz elmélete
Sok kutató a Fekete-tengert tartja a különböző népek és szájhagyományában és több világvallásban is fontos szerepet betöltő özönvíz-elméletek(en) földrajzi helyszínének. Ezek szerint a tudományos hipotézisek szerint közvetlenül a jégkorszak után az addig csak kisebb területen vízzel borított tó vagy kisebb tenger vízszintjét a Márvány-tengeren és a Boszporuszon keresztül hirtelen beömlő víztömegek emelték meg, településeket is elsodorva.
Diodórosz Szikulosz ókori történetíró Könyvtár című művében azonban ezzel teljesen ellentéteset ír le: az Égei-tenger egyik, a Dardanellákhoz közeli szigetén élők emlékezete szerint a Fekete-tenger irányából öntötte el a víz a Márvány-tengert, majd a Dardanellákat áttörve okozott hatalmas áradást az Égei-tenger partvidékén.